# Torben Ehlers

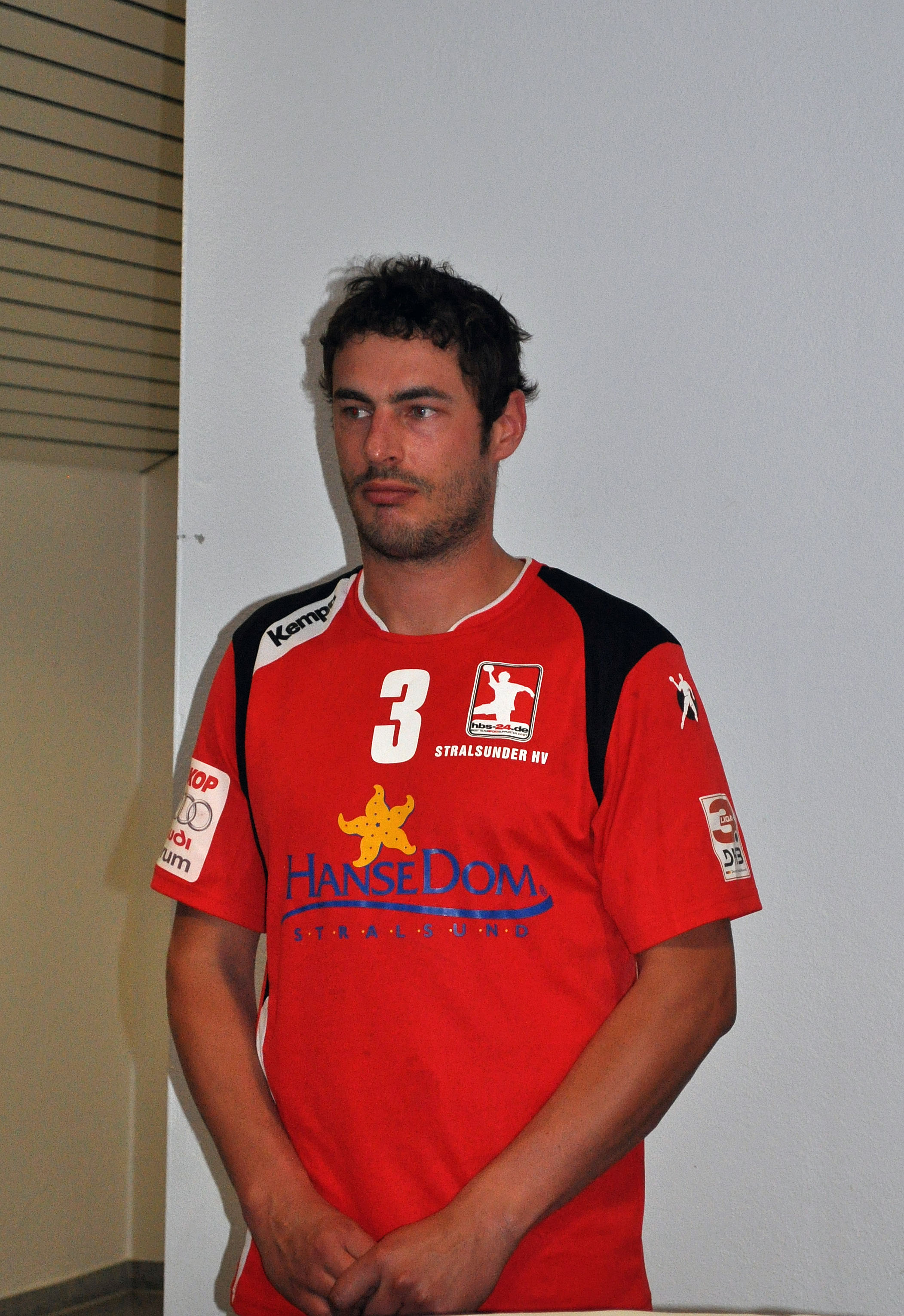
Torben Ehlers (2011)

Torben Ehlers (* 27. August 1984 in Barth) ist ein deutscher ehemaliger Handballspieler.
Der 1,94 Meter große Linkshänder, der seit 1991 Handball spielt, kam über die Vereine SV Motor Barth und SV Fortuna ’50 Neubrandenburg im Jahr 2004 zum Stralsunder HV. Der rechte Rückraumspieler spielte zudem in der Regionalliga für den HSV Peenetal Loitz. Zur Saison 2008/2009 wechselte Ehlers zur MT Melsungen und ging von dort nach der halben Saison zum HC Empor Rostock; im Februar 2011 wechselte er weiter zum Ligakonkurrenten Eintracht Hildesheim. Nach dem Bundesligaaufstieg 2011 verließ er Hildesheim. Am 24. August 2011 kehrte er zurück nach Stralsund und unterschrieb einen Vertrag beim Stralsunder HV. Hier spielt er im Stammaufgebot der ersten Herren-Mannschaft, die am Spielbetrieb der 3. Liga, Staffel Nord, teilnahm. Zur Spielzeit 2013/2014 wechselte er wieder zu SV Fortuna ’50 Neubrandenburg, wo er 2016 seine Karriere beendete und in der Saison 2016/17 noch ein paar Spiele in der Abwehr aushalf.